# Basquin-Gleichung
Die Basquin-Gleichung (nach Olin Hanson Basquin, 1910) liefert in der Werkstofftechnik grundlegende Kennwerte zur Ermüdung von Werkstoffen und Bauteilen. Die Gleichung beschreibt den Verlauf der Wöhlerlinie in doppellogarithmischer Darstellung im Bereich der Zeitfestigkeit als Gerade, also etwa zwischen 104 und 106 Schwingspielen. Die Darstellung erfolgt über ein Potenzgesetz, das die Lastamplitude mit der Schwingspielzahl verknüpft.

## Vorbetrachtung
Bei der Durchführung von Schwingfestigkeitsversuchen, bei denen Probekörper oder Bauteile mit einer sich periodisch ändernden Last beansprucht werden, können diese vorzeitig ausfallen, oder sie durchlaufen den Versuch vollständig; bei letzteren spricht man auch von Durchläufern.
Wurde der Schwingfestigkeitsversuch nach dem Perlschnurverfahren durchgeführt, dann liegen Versuchsergebnisse auf mehreren Lasthorizonten vor. Die sich daraus ergebende Wöhlerlinie kann bei doppelt-logarithmischer Darstellung im Zeitfestigkeitsbereich als Gerade (Zeitfestigkeitsgerade) angenähert werden. Die Lage {\displaystyle C} und Neigung {\displaystyle k} dieser Gerade werden durch die Basquin-Gleichung beschrieben:
{\displaystyle N=C\cdot L_{a}^{-k}}
mit
{\displaystyle N} – Schwingspielzahl
{\displaystyle C} – Konstante zur Beschreibung der Lage der Zeitfestigkeitsgerade (in der Einheit der Lastgröße)
{\displaystyle L_{a}} – Amplitude einer Lastgröße (Kraft, Spannung, Weg)
{\displaystyle k} – Neigung der Zeitfestigkeitsgerade (ohne Einheit).
Durch Logarithmieren und Überführen der Basquin-Gleichung in eine Geradengleichung
{\displaystyle \log N=\log C-k\cdot \log L_{a}}
können durch Anwendung der Regressionsanalyse die Parameter {\displaystyle C} und {\displaystyle k} bestimmt werden.

## Spannungs-Wöhlerlinie
In einem Wöhler-Diagramm wird die Schwingspielzahl {\displaystyle N} bis zum Versagen in Abhängigkeit von der Spannungsamplitude {\displaystyle \sigma _{A}} aufgetragen. Basquin erkannte, dass die Wöhlerlinie bei reiner Wechselbeanspruchung (d. h. Mittelspannung {\displaystyle \sigma _{m}=0}) von einer einmaligen Belastung bis zur Dauerschwingfestigkeit einen linearen Verlauf nimmt, wenn die Amplituden der wahren Spannung und die Schwingspielzahlen logarithmisch aufgetragen sind.
Mit der umgeformten Basquin-Gleichung gilt für reine Wechselbeanspruchung:
{\displaystyle \sigma _{A}=\sigma _{f}'(2N)^{b}}
mit
- der Amplitude {\displaystyle \sigma _{A}} der wahren Spannung in MPa
- der Anzahl {\displaystyle 2N} der Belastungsumkehrungen bis zum Bruch (1 Zyklus entspricht 2 Umkehrungen)
- dem Schwingfestigkeitskoeffizient {\displaystyle {\sigma _{f}}'} in MPa (basiert auf einer Umkehrung und nicht auf einem Zyklus; entspricht nahezu der wahren Bruchspannung im Zugversuch.[5]; als grober Richtwert gilt für un- und niedriglegierte Stähle {\displaystyle \sigma _{f}'=R_{m}\cdot 1{,}5} sowie für Aluminium- und Titanlegierungen {\displaystyle \sigma _{f}'=R_{m}\cdot 1{,}67}[6], jeweils mit der Zugfestigkeit {\displaystyle R_{m}})
- dem Schwingfestigkeitsexponent {\displaystyle b} (einheitenlos; basiert auf einer Umkehrung und nicht auf einem Zyklus; hängt von vielen Faktoren ab, für die meisten Werkstoffe gilt bei ungekerbten Proben ein Wert zwischen −0,05 und −0,12.[7]).

In einer doppeltlogarithmischen Auftragung (Amplituden der wahren Spannung auf der Ordinatenachse und Schwingspielzahl auf der Abszissenachse) ergibt sich daraus eine fallende Gerade. Die Dauerfestigkeit tritt bei {\displaystyle N>10^{6}} Zyklen bzw. bei {\displaystyle 2N>2\cdot 10^{6}} Lastumkehrungen auf, was einem Logarithmus der Belastungsumkehrungen von {\displaystyle \log(2N)>6{,}3} entspricht.
Die Gleichung ist jedoch rein empirisch und ohne „echten“ physikalischen Hintergrund, da eigentlich die plastischen Dehnungsamplituden Schädigungen in der Mikrostruktur des Werkstoffes und damit eine Reduzierung der Lebensdauer hervorrufen, siehe Coffin-Manson-Modell.
Für hohe Lebensdauern sind die plastischen Amplituden jedoch so gering und messtechnisch schwierig erfassbar, dass insbesondere im HCF-Bereich (high-cycle-fatigue) oftmals spannungskontrolliert die Lebensdauer ermittelt wird. Hier hat sich die Basquin-Gleichung als vorteilhaft erwiesen.

## Erweiterung für die Dehnungs-Wöhlerlinie
Durch die Nutzung des Hooke‘schen Gesetzes gilt folgender Zusammenhang:
{\displaystyle \sigma _{A}=E\cdot \varepsilon _{A,el}}
mit dem Elastizitätsmodul {\displaystyle {E}} in MPa.
Mit dem Hooke‘schen Gesetz und der Basquin-Gleichung für die Spannungs-Wöhlerlinie erhält man durch Umstellen und Zusammenfassen die Beziehung zwischen der Anzahl {\displaystyle 2N} der Belastungsumkehrungen bis zum Bruch und der elastischen Dehnungsamplitude {\displaystyle \varepsilon _{A,el}}:
{\displaystyle \varepsilon _{A,el}={\frac {\sigma _{f}^{'}}{E}}\cdot (2N)^{b}}
mit {\displaystyle \sigma _{f}^{'}} und {\displaystyle b} wie oben.
Dieser Ausdruck kann zur Erstellung einer Dehnungs-Wöhlerlinie herangezogen werden (siehe Kerbgrundkonzept).